# Salomvár
Salomvár es un pueblo ubicado en el condado de Zala, Hungría.

## Superficie
Posee una superficie de 16,11 kilómetros cuadrados.

## Demografía
Hasta 2021 la población era de 604 habitantes, con una densidad de población de 37,49 habitantes por kilómetro cuadrado. En 2011 el 93,9% de la población estaba conformada por húngaros y la religión predominante era el catolicismo.